# Stefan van Châtillon

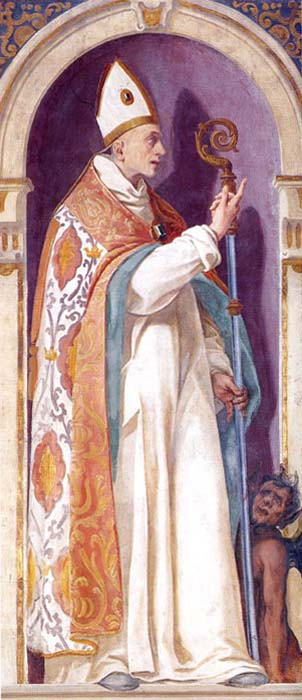
Bisschop Stefan van Die

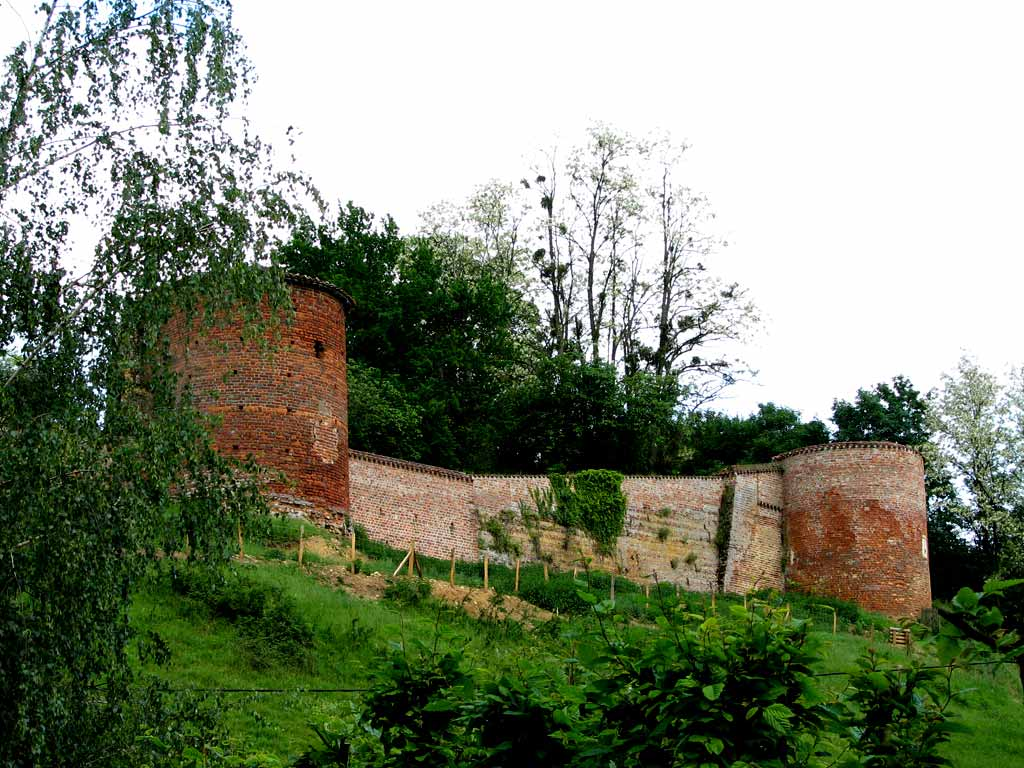
Kasteel van Châtillon waar Stefan geboren werd

Stefan van Châtillon of Stefan van Die (Châtillon-les-Dombes circa 1155 - Die, 1208) was een kartuizermonnik en bisschop van Die (1202-1208) in de Dauphiné (Rooms-Duitse Rijk). Omwille van zijn soberheid is hij vereerd als heilige.

## Levensloop
Stefan werd circa 1155 geboren op het kasteel van Châtillon in de Dombes; Dombes lag in de Dauphiné in het Rooms-Duitse Rijk. Vandaag gaat het om de gemeente Châtillon-sur-Chalaronne in het Franse departement Ain. Deze edelman trok zich terug, aan de leeftijd van 25 jaar, in de Kartuizerij van Portes (1180). Monnik Stefan leidde er een leven van boetedoening, zelfgeseling, nachtwakes en uithongeringen. Zijn mede-kartuizers verkozen hem tot prior van de abdij (1196). De faam van zijn soberheid en armoede verspreidde zich buiten de muren van de abdij.
In 1202 verkoos het kapittel van Die hem tot hun bisschop. Ulric, de voorganger van Stefan, had zich teruggetrokken in het kartuizerklooster van Portes. Met de keuze van Stefan tot bisschop wenste het kapittel een beleid van soberheid. Het kapittel ging ervan uit dat Stefan niet uit eigen beweging uit zijn kloostercel wou komen. Daarom richtten zij zich tot de paus en het hoofd van de Kartuizerorde. Stefan gehoorzaamde zijn oversten en werd bisschop van Die. Hij doorkruiste het bisdom en pakte enkele wantoestanden aan. Stefan stierf in 1208.
Na Stefan kwamen er nog 2 kartuizers op de bisschopstroon van Die. Stefan werd vereerd als heilige sinds de 13e eeuw. Officieel is Stefan van Châtillon een heilige sinds de 19e eeuw. Paus Pius IX verklaarde hem heilig. Hij is een Franse heilige.